# لا مادلين

لا مادلين هي كنيسة كاثوليكية تقع في الدائرة الثامنة في باريس.